# Jan Baptist van Grevelynghe
Jan Baptiste van Grevelynghe dit Tisje-Tasje (1767-1842), est un personnage semi-légendaire dont la ville française d'Hazebrouck, dans le Nord, a fait un de ses géants. Réalisé par Maurice Deschodt en 1947, il symbolise l'esprit populaire flamand. D'une hauteur de 4,26 m et d'un poids de 80 kg, ce géant est porté par 2 hommes.

## Biographie

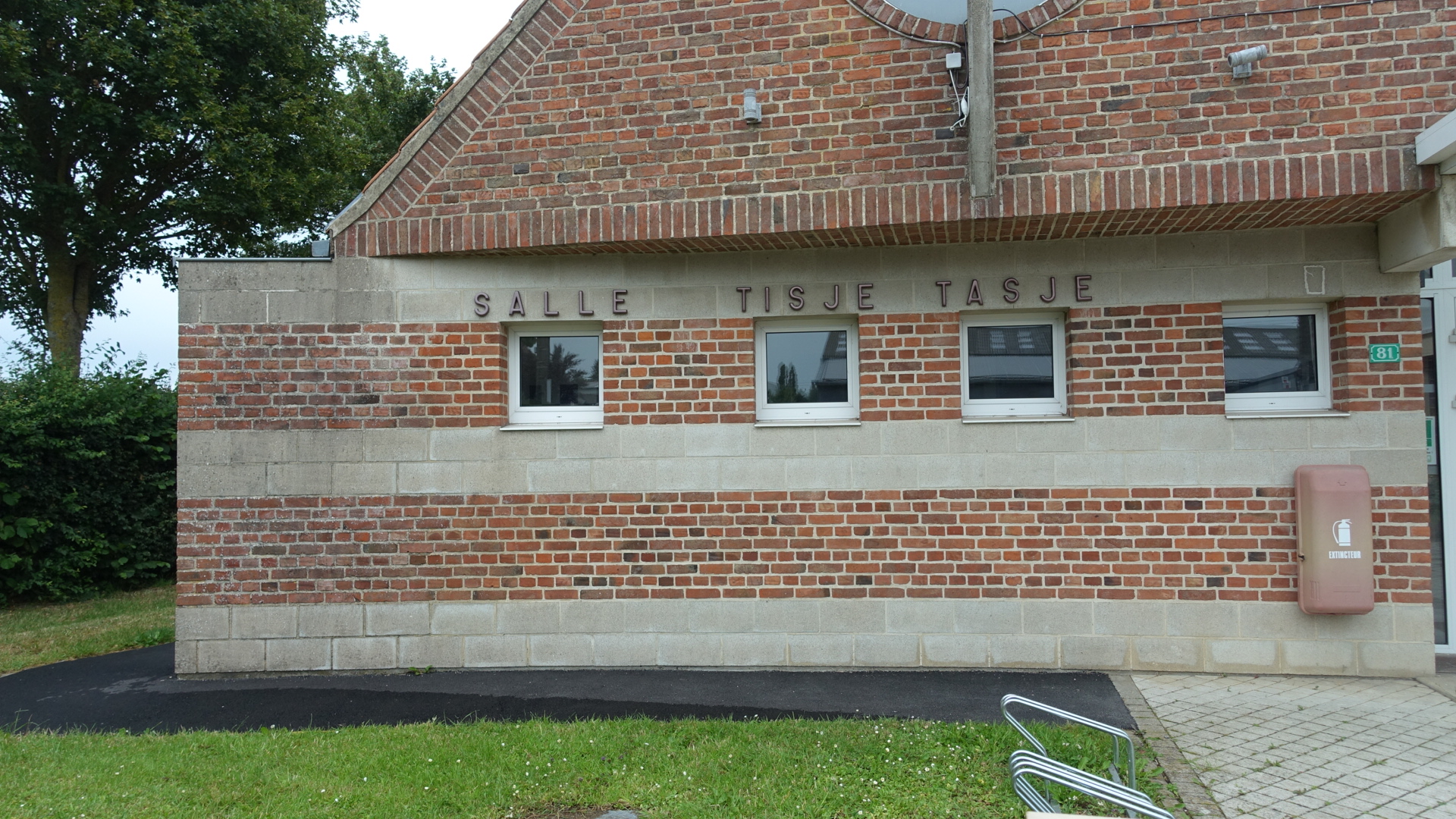
Salle Tisje Tasje à Buysscheure

Tisje-Tasje est né à Buysscheure le 13 avril 1767, à l'Oost Houck, près du Boeren Weg. Sa mère décède deux jours plus tard. Il quitte son village natal vers l'âge de 12 ans. Il est accueilli par une tante ou sa grand-mère, qui habite entre le Schoubrouck et le Verloren Hoekje (le Coin Perdu). Il travaille comme domestique au couvent des Guillemites de Noordpeene. il y reçoit une excellente formation (lecture, écriture notamment). Il occupe ensuite le poste de sommelier et vers 18 ans il est renvoyé. Il exerce quelque temps le métier d'aide-maçon chez un maître maçon du village. Il se marie le 25 juillet 1787, à l'âge de 19 ans, avec Marie Compagnon, née à Noordpeene le 13 août 1766. Elle a 21 ans. Ils achètent une petite boutique dans la basse-ville. De leur union naissent 8 enfants de 1788 à 1804. Marie, son épouse, décède deux semaines après la naissance de leur dernier enfant à l'âge de 38 ans.
Il est chargé de rédiger le cahier de doléances au moment de la Révolution française.
Jean-Baptiste se remarie deux ans plus tard avec Reine-Félicitée Schoonaert, dite Toria, âgée de 38 ans. Deux enfants naissent de cette union. La petite boutique est prospère. On vient même de Saint-Omer lui acheter sa marchandise. On le voit dans les kermesses, les neuvaines, les pèlerinages de Clairmarais ou Dunkerque. Tous les dimanches matin, il va au marché de Dunkerque. Il attire les clients en racontant de bonnes blagues flamandes et vend des tasses en faïence de Saint-Omer et des pipes en terre. Son nom vient de Baptiste « Tisje » et « Tasje » pour tasse.
En 1826, il écrit une pièce de théâtre en flamand « Toneel-Stuck », contant la perte de Napoléon Ier et le rétablissement du bon et noble roi Louis XVIII. Jouée à Buysscheure, elle remporte un vif succès. Un siècle et demi après l'annexion à la France, on écrivait encore un flamand fort convenable dans le Westhoek. Il décède dans sa maison, à la basse-ville de Noordpeene, le 24 novembre 1842 et est enterré dans le cimetière de Noordpeene.
Ses nombreuses histoires sont relatées dans les Tisje Tasje's Almanak en français et en flamand.

## Pour approfondir